# Кизанська сільська адміністрація
Киза́нська сільська адміністрація (каз. Қызан ауылдық әкімдігі, рос. Кызанская сельская администрация) — адміністративна одиниця у складі Мангістауського району Мангістауської області Казахстану. Адміністративний центр та єдиний населений пункт — село Кизан.
Населення — 1929 осіб (2021; 1997 у 2009, 1976 у 1999, 1884 у 1989).
Станом на 1989 рік існувала Кизанська сільська рада (села Акшимрау, Кизан). 2000 року село Акшимирау утворило окремий Акшимирауський сільський округ.